# JavaServer Faces
JavaServer Faces (JSF) è una tecnologia Java, basata sul design pattern architetturale Model-View-Controller (MVC), il cui scopo è quello di semplificare lo sviluppo dell'interfaccia utente (UI) di una applicazione web; può quindi essere considerata un framework per componenti lato server di interfaccia utente.
È descritta da un documento di specifiche (JSR 372) alla cui stesura hanno partecipato i membri del Java Community Process. È interessante osservare che uno dei principali artefici di questa tecnologia è stato Craig R. McClanahan, allora dipendente di Sun Microsystems e creatore del popolare framework Struts. Di JavaServer Faces esistono alcune implementazioni: oltre a quella di Oracle, detta Mojarra JavaServer Faces. Framework basati sulle jsf sono: PrimeFaces, BootsFaces, Icefaces e RichFaces.

## Struttura
Un applicativo Java Server Faces è composto da:
- FacesServlet: è la servlet principale del framework, che deve essere aggiunta nel file web.xml;
- configurazione: viene fatta attraverso il file faces-config.xml e le annotations;
- pagine e componenti: è possibile usare questo framework con diversi Page Declaration Language (detti anche View Declaration Language), ma i Facelets sono quelli raccomandati a partire dalla versione 2.0 di JSF;
- presentatori: si occupano di visualizzare agli utenti un componente e traducono i dati immessi dagli utenti in valori dei componenti;
- convertitori: hanno il compito di convertire i valori dei componenti (che possono essere diversi tipi di dati: date, numeri, booleani, eccetera) da e verso le stringhe che verranno visualizzate;
- validatori: si accertano che i valori immessi dagli utenti siano validi;
- backing beans e navigazione: per backing bean si intende una classe Java che ha delle annotation che la rendono visibile ed utilizzabile all'interno del framework JSF. Tali classi contengono anche la logica operativa e gestiscono il flusso di navigazione da una pagina all'altra. Per trasformare una classe qualsiasi in un backing bean è sufficiente aggiungere le annotation @Named e @RequestScoped;
- supporto per AJAX: a partire dalla versione 2.2 di JSF, c'è un supporto integrato per le chiamate AJAX;
- linguaggio per le espressioni: tale linguaggio viene usato all'interno delle pagine JSF per agganciare le variabili e le azioni tra le pagine ed i backing bean.

### FacesServlet
FacesServlet è una classe che fa parte del framework ed implementa la specifica Servlet. Intercetta le richieste che arrivano al web server e gestisce tutto il ciclo di vita delle pagine e dei backing beans.
Affinché questa servlet possa svolgere il suo compito, è necessario aggiungerla al file web.xml del nostro applicativo web:
```
<?xml version="1.0" encoding="UTF-8"?>

<web-app
 
xmlns=
"http://xmlns.jcp.org/xml/ns/javaee"
 
xmlns:xsi=
"http://www.w3.org/2001/XMLSchema-instance"
 
xsi:schemaLocation=
"http://xmlns.jcp.org/xml/ns/javaee web-app_4_0.xsd"
 
version=
"4.0"
>

    
<servlet>

        
<servlet-name>
facesServlet
</servlet-name>

        
<servlet-class>
javax.faces.webapp.FacesServlet
</servlet-class>

    
</servlet>

    
<servlet-mapping>

        
<servlet-name>
facesServlet
</servlet-name>

        
<url-pattern>
*.xhtml
</url-pattern>

    
</servlet-mapping>

</web-app>

```

### Configurazione
La configurazione può essere svolta mediante files XML o annotations.
Per effettuare la configurazione via XML, è possibile usare il file faces-config.xml, un esempio è il seguente:
```
<?xml version="1.0" encoding="UTF-8"?>

<faces-config
 
xmlns=
"http://xmlns.jcp.org/xml/ns/javaee"
 
xmlns:xsi=
"http://www.w3.org/2001/XMLSchema-instance"
 
xsi:schemaLocation=
"http://xmlns.jcp.org/xml/ns/javaee http://xmlns.jcp.org/xml/ns/javaee/web-facesconfig_2_3.xsd"
 
version=
"2.3"
>

    
<!-- Inserire qui eventuali configurazioni necessarie -->

</faces-config>

```

Un file che, invece, è necessario per attivare la componente Context and Dependency Injection, che si occupa dei backed beans, è beans.xml. Un esempio:
```
<?xml version="1.0" encoding="UTF-8"?>

<beans
 
xmlns=
"http://xmlns.jcp.org/xml/ns/javaee"
 
xmlns:xsi=
"http://www.w3.org/2001/XMLSchema-instance"
 
xsi:schemaLocation=
"http://xmlns.jcp.org/xml/ns/javaee http://xmlns.jcp.org/xml/ns/javaee/beans_1_1.xsd"
 
bean-discovery-mode=
"all"
>

    
<!-- Inserire qui eventuali configurazioni necessarie -->

</beans>

```

### Facelets
Le facelets hanno sostituito le Java Server Pages come tecnologia preferita per il lato view nella versione 2.0 di JSF, in quanto il ciclo di vita di una JSP è molto semplice, mentre il ciclo di vita di una facelet può essere molto elaborato.
Ecco un esempio di facelet che visualizza informazioni sul browser usato dall'utente:
```
<!DOCTYPE html>

<html
 
lang=
"en"
 
xmlns=
"http://www.w3.org/1999/xhtml"
 
xmlns:f=
"http://xmlns.jcp.org/jsf/core"
 
xmlns:h=
"http://xmlns.jcp.org/jsf/html"
>

    
<h:head>

        
<title>
User
 
agent
</title>

    
</h:head>

    
<h:body>

        
#{header["user-agent"]}

    
</h:body>

</html>

```

### Backed beans
Per backed bean si intende una classe visibile e modificabile all'interno del framework. Possiamo trasformare una qualunque classe in un backed bean. Ad esempio:
```
import
 
javax.enterprise.context.RequestScoped
;

import
 
javax.inject.Named
;

@Named

@RequestScoped

public
 
class
 
BackedBeanExample
 
{

  
private
 
String
 
attributeName
 
=
 
"Default value"
;

  
public
 
String
 
getAttributeName
()
 
{

    
return
 
attributeName
;

  
}

  
public
 
void
 
setAttributeName
(
String
 
attributeName
)
 
{

    
this
.
attributeName
 
=
 
attributeName
;

  
}

}

```

Il listato qui sopra definisce un backed bean avente nome identico a quello della classe, ma con la prima lettera minuscola, quindi backedBeanExample. Questo bean ha un attributo di tipo stringa che si chiama attributeName, che ha un valore di default che è "Default value".
Possiamo usare questo bean all'interno di una facelet nel modo seguente:
```
<!DOCTYPE html>

<html
 
lang=
"en"
 
xmlns=
"http://www.w3.org/1999/xhtml"
 
xmlns:h=
"http://xmlns.jcp.org/jsf/html"
>

    
<h:head>

        
<title>
Backed
 
bean
 
example
</title>

    
</h:head>

    
<h:body>

        
#{backedBeanExample.attributeName}

    
</h:body>

</html>

```

## Critiche
Nel Technology Radar del gennaio 2014, ThoughtWorks ha scritto:
Teams seem to choose JSF because it is a J2EE standard without really evaluating whether the programming model suits them.
We think JSF is flawed because it tries to abstract away HTML, CSS and HTTP, exactly the reverse of what modern web frameworks do.
JSF, like ASP.NET webforms, attempts to create statefulness on top of the stateless protocol HTTP and ends up causing a whole host of problems involving shared server-side state.
We are aware of the improvements in JSF 2.0, but think the model is fundamentally broken.
We recommend teams use simple frameworks and embrace and understand web technologies including HTTP, HTML and CSS.»
ThoughtWorks consiglia di evitare questa tecnologia, in quanto cerca di astrarre su cose (HTML, CSS e HTTP) su cui non è il caso di astrarre e che gli altri framework non astraggono. Inoltre, sempre secondo il report, JSF cerca di creare degli stati sopra al protocollo HTTP che è privo di stati, ciò causerebbe tanti problemi collegati ad uno stato condiviso mantenuto a lato server.

### Risposte alle critiche
Il 12 febbraio 2014, Çağatay Çivici il capo sviluppatore di PrimeFaces, ha risposto alle critiche di ThoughtWorks con un articolo intitolato JSF non è più ciò che ti hanno raccontato. Nell'articolo viene spiegato che le critiche non tengono conto delle evoluzioni più recenti che il framework ha avuto e che mantenere uno stato lato server rende lo sviluppo di applicazioni web più semplice. Çağatay Çivici nota che le critiche si riferiscono alla versione 2.0 del framework ed ignora il supporto ad AJAX. Nella risposta fa vedere quanto sia facile creare con PrimeFaces un applicativo web che usa bootstrap ed effettua chiamate AJAX.